# Teaching Dad to Like Her
Teaching Dad to Like Her é um filme mudo norte-americano de 1911 em curta-metragem, do gênero comédia, dirigido por D. W. Griffith e Frank Powell.